# DHB-Pokal der Frauen 1976
Die Spiele um den 1976 zum zweiten Mal ausgespielten DHB-Pokal der Frauen umfassten lediglich zwei Runden. Teilnahmeberechtigt waren nur die drei Teilnehmer an der Meisterschaftsendrunde, die dort nicht den Titel gewonnen hatten. Die Teilnehmer waren TSV GutsMuths Berlin, TSV Rot-Weiß Auerbach sowie der SV Bayer 04 Leverkusen, der als Deutscher Vizemeister für das Pokalendspiel gesetzt wurde. Der TuS Eintracht Minden war zuvor Deutscher Meister geworden und nahm daher nicht am Pokalwettbewerb teil. In einem Halbfinale mit Hin- und Rückspiel wurden der zweite Finalist ermittelt. Das Endspiel fand am 2. Mai 1976 in Berlin statt. Der Vorjahressieger TSV GutsMuths verteidigte seinen Titel und qualifizierte sich damit für den in der Folgesaison erstmals ausgetragenen Europapokal der Pokalsieger. Dort erreichten die Berlinerinnen das Halbfinale, scheiterten dann jedoch an dem sowjetischen Vertreter Spartak Baku.

## Wettbewerb

### Halbfinale
|                      | Gesamt |                       | Hinspiel | Rückspiel |
| -------------------- | ------ | --------------------- | -------- | --------- |
| TSV GutsMuths Berlin | 27:18  | TSV Rot-Weiß Auerbach | 11:8     | 16:10     |

### Finale
| Datum      |                      | Ergebnis   |                        |
| ---------- | -------------------- | ---------- | ---------------------- |
| 02.05.1976 | TSV GutsMuths Berlin | 13:7 (7:4) | SV Bayer 04 Leverkusen |